# Rechtenbach
Rechtenbach è un comune tedesco di 1 054 abitanti, situato nel circondario del Meno-Spessart nel distretto della Bassa Franconia nel land della Baviera.